# Oberschleißheim
Oberschleißheim es un municipio situado en el distrito de Múnich, en el estado federado de Baviera (Alemania), con una población a finales de 2024 de unos 11 984 habitantes.
Oberschleißheim se encuentra ubicado al sur del estado, en la región de Alta Baviera, cerca de la ciudad de Múnich y de la orilla del río Isar —un afluente derecho del Danubio—.